# Stenellipsis albosignata
Stenellipsis albosignata är en skalbaggsart som beskrevs av Stefan von Breuning 1938. Stenellipsis albosignata ingår i släktet Stenellipsis och familjen långhorningar. Inga underarter finns listade i Catalogue of Life.